# Кохарович, Небойша
Небойша Кохарович (хорв. Nebojša Koharović, род. 17 мая 1963, Загреб) — хорватский дипломат, посол Хорватии в России (2009—2012), посол Хорватии в Китае (с 2013 года).

## Биография
Родился 17 мая 1963 года в Загребе. Окончил философский факультет Загребского университета по специальности южнославянские языки, одновременно изучал русский и английский языки; там же получил магистра философии.
Говорит на английском, русском, итальянском, польском и болгарском языках.
Женат, двое детей. 

## Дипломатическая карьера
- 1988—1990 — член отдела международной торговли издательской компании Mladost.
- 1990—2000 — научный сотрудник факультета философии Загребского университета.
- 6 апреля 2000 — помощник министра иностранных дел по неевропейским двусторонним отношениям.
- 16 мая 2003 — чрезвычайный и полномочный посол Хорватии в Польше.
- 16 ноября 2008 — чрезвычайный и полномочный посол Хорватии в России.
- 1 марта 2012 — помощник министра иностранных и европейских дел по двусторонним отношениям.
- 15 октября 2013 — чрезвычайный и полномочный посол Хорватии в Китае.
- 2019 — чрезвычайный и полномочный посол Хорватии в Индонезии.